# Nhlangano
Nhlangano est une ville située dans le district de Shiselweni, en Eswatini.

## Source
- (en) Cet article est partiellement ou en totalité issu de l’article de Wikipédia en anglais intitulé « Nhlangano » (voir la liste des auteurs).